# Architecture Pueblo Deco

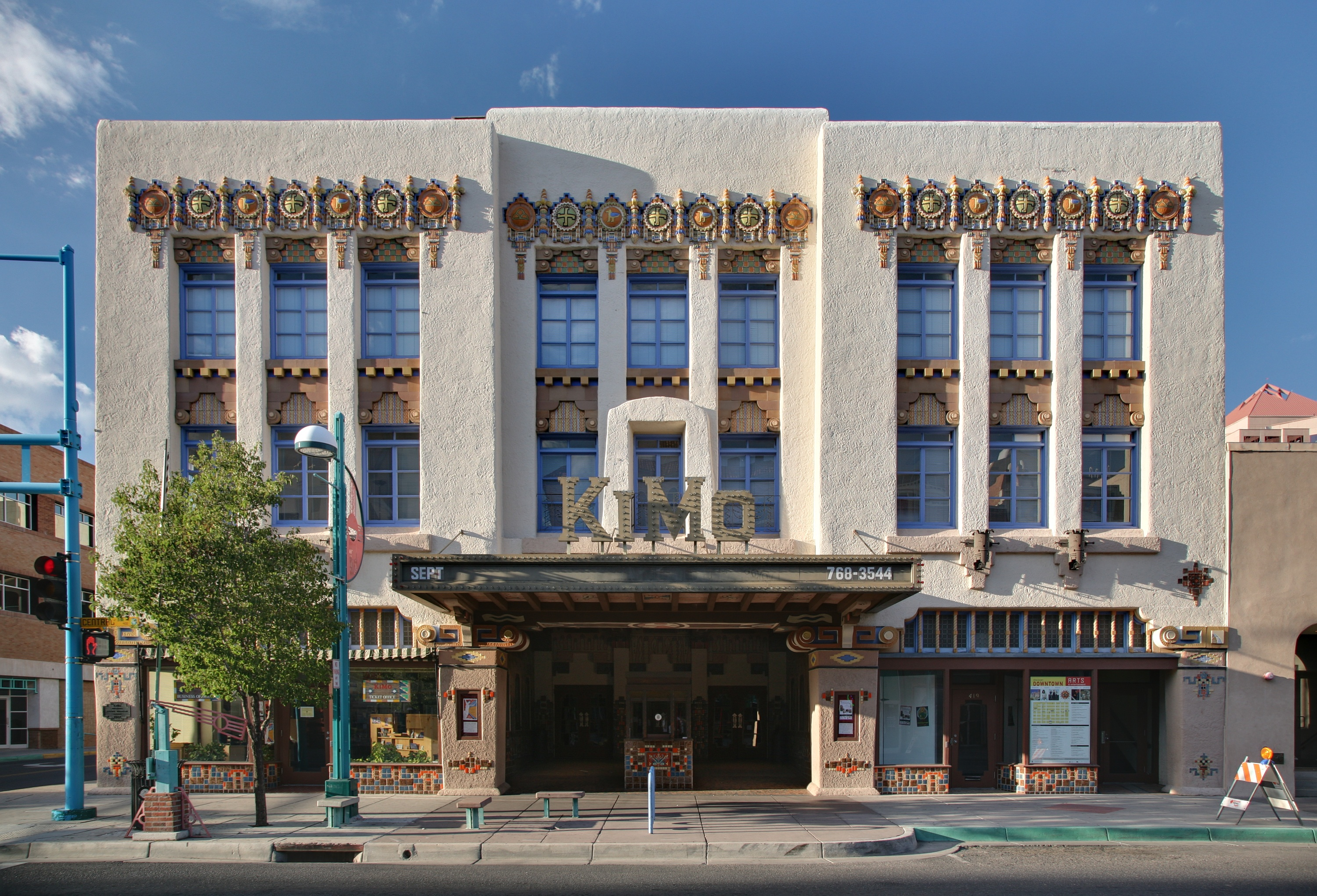
Détail du KiMo Theater, un bâtiment dans le style Pueblo Deco à Albuquerque, au Nouveau-Mexique.

L'architecture Pueblo Deco est un style architectural américain qui se rencontre en Arizona et au Nouveau-Mexique depuis l'entre-deux-guerres. Il mélange des influences de l'Art déco et de l'architecture Pueblo Revival, laquelle est elle-même au croisement de l'architecture des Pueblos et de celle des missions de la Nouvelle-Espagne.

## Exemples
- L'Arizona Biltmore Hotel – Phoenix, en Arizona.
- La Canute Service Station – Canute, au Nouveau-Mexique.
- Le KiMo Theater – Albuquerque, au Nouveau-Mexique.
- Le Maisel's Indian Trading Post – Albuquerque, au Nouveau-Mexique.